# بخش البولا
بخش البولا (به لاتین: Albula District) یک سکونتگاه مسکونی در سوئیس است که در ایالت گراوبوندن واقع شده‌است.

## خصوصیات
بخش البولا ۶۹۳٫۴۷ کیلومترمربع مساحت دارد.